# Isidor Straus
Pour les articles homonymes, voir Straus.
Isidor Straus, né le 6 février 1845 à Otterberg près de Kaiserslautern dans le royaume de Bavière et mort à bord du Titanic le 15 avril 1912, est un homme politique et homme d’affaires juif américain, d’origine allemande.
Copropriétaire des magasins Macy’s, il est aussi représentant du 15e district de l’État de New York au Congrès américain du 30 janvier 1894 au 3 mars 1895 pour le compte du Parti démocrate. À bord du Titanic avec son épouse Rosalie Ida Blun, sachant qu’elle ne veut pas se séparer de lui et qu’il refuse de prendre la place d’une femme ou d’un enfant dans les canots de sauvetage, il périt avec elle lors de son naufrage.

## Biographie

### Jeunesse
Isidor Straus est le premier des cinq enfants de Lazarus Straus (1809-1898) et de sa seconde épouse Sara (1823-1876). Ses frères et sœurs sont Hermine (1846 - 1922), Nathan (1848 - 1931), Jakob Otto (1849 - 1851) et Oscar Solomon Straus (1850 - 1926). En 1854, sa famille et lui immigrent aux États-Unis et s’installent à Talbotton (Géorgie). Après la guerre de Sécession, la famille Straus s’établit à New York, où Isidor et son frère Nathan ouvrent une affaire de vente de vaisselle dans le grand magasin Macy’s.

### Vie de famille
En 1871, Isidor Straus épouse Rosalie Ida Blun (1849 - 1912).
Le couple donne naissance à sept enfants, dont l’un meurt en bas âge : 
- Jesse Isidor Straus (1872-1936), époux d’Irma Nathan (1877-1970)
- Clarence Elias Straus (1874-1876), mort en bas âge
- Percy Selden Straus (1876-1944), époux d’Edith Abraham (1882-1957)
- Sara Straus (1878 -1960), épouse du Dr Alfred Fabian Hess (en) (1875-1933)
- Minnie Straus (1880-1940), épouse du Dr Richard Weil (1876-1917)
- Herbert Nathan Straus (1881-1933], époux de Thérèse Kuhn (1884-1977)
- Vivian Straus (1886-1974), épouse du Dr Herbert Adolph Scheftel (1875-1914)
- George Dixon Straus, Jr. (1891-1956)

Le couple est inséparable et s’écrit chaque jour lorsqu’ils ne se trouvent pas ensemble.
Isidor Straus est député au Congrès américain du 30 janvier 1894 au 3 mars 1895 en qualité de représentant du Parti démocrate.
En 1896, les frères Straus deviennent propriétaires de Macy's.

### Mort sur leTitanic

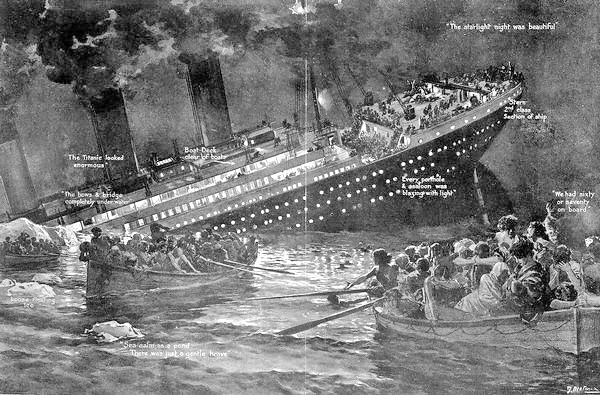
Le naufrage du Titanic, d’après une illustration d’époque.

Lors d’un voyage entre l'Allemagne et les États-Unis, Isidor et sa femme embarquent sur le Titanic dans une suite de première classe.
Le 14 avril 1912, lorsque le paquebot heurte un iceberg et commence à couler, Ida refuse de monter dans un canot de sauvetage pour ne pas quitter son mari. L’officier chargé de remplir le canot dit à Isidor qu’il peut également monter, mais il refuse de le faire tant que les autres hommes n’embarquent pas et préfère y envoyer la domestique de sa femme, Ellen Bird. Devant l’insistance de l’officier, Isidor Straus réplique calmement : « Merci Monsieur, je ne vaux pas mieux qu’un autre ». Ida refuse alors d’embarquer en déclarant : « Nous avons vécu ensemble, nous mourrons ensemble », et les deux époux vont s’installer côte à côte dans deux transats en attendant la fin. Isidor et Ida meurent ensemble le 15 avril dans le naufrage.
Le corps d’Isidor est identifié et rapatrié par le Mackay-Bennett, puis inhumé au cimetière de Woodlawn, dans le Bronx. Le corps d’Ida n’est pas retrouvé.
Dans le film de James Cameron, Titanic, les Straus sont visibles dans une courte scène, enlacés dans leur lit entouré d’eau : la scène est erronée, de par le style de la cabine (la vraie étant de style Empire) et de la façon dont ils attendent la mort (allongés dans des transats). Une scène coupée présente Isidor, incarné par Lew Palter, tentant de persuader Ida — Elsa Raven — de monter dans un canot.

## Mémoriaux

### Épitaphes

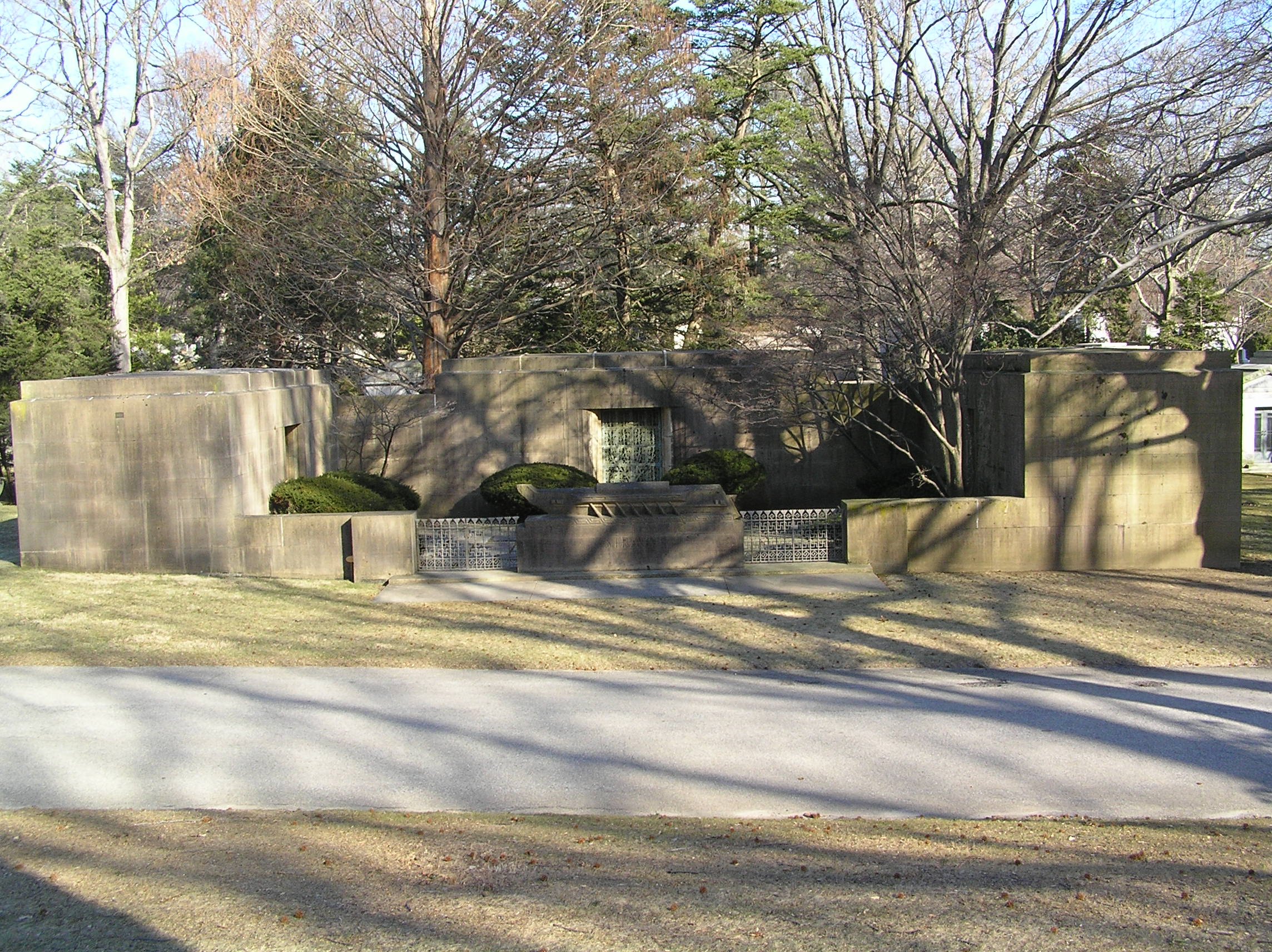
La tombe d’Isidor Straus, dans le cimetière de Woodlawn.

Quatre monuments sont dédiés à Isidor et Ida Straus dans leur pays et ville d’adoption, New York :
- jusqu’en 2005, une plaque commémorative est affichée au premier étage des grands magasins Macy’s de Manhattan[1], avant d’être restituée aux descendants de la famille Straus, lorsque la zone de construction est réaménagée ;

- un « memorial » dédié à Isidor et Ida Straus, au sein du Straus Park (en), sis à l’intersection de Broadway et de West End Avenue (en), au W. 106th Street (Duke Ellington Boulevard) de Manhattan ;

- une école publique de New York, dans le quartier de Manhattan : Public School 198, Isador E. Ida Straus[2] ;

- le corps d’Isidor Straus repose au cimetière de Woodlawn, dans le Bronx. Sa tombe est également un cénotaphe dédié à son épouse Ida Straus[3].

### Traductions
1. ↑  (en) « Representative »
2. ↑  (en) « Representatives »
3. ↑  (en) « United States House of Representatives »